# Jakob Kopp (Bildhauer)
Jakob Kopp (* 19. Februar 1930 in Linz; † 27. April 2019 in Leonding) war ein österreichischer Bildhauer und Maler.

## Leben und Wirken
Jakob Kopp studierte an der Kunstgewerbeschule in Linz. Sein Schaffen liegt hauptsächlich im Bereich der sakralen Kunst. Zum 80. Geburtstag fand in Traun eine Ausstellung seiner Werke statt. Weiters war Kopp als Karikaturist tätig.
Vor seinem Tod lebte er in Leonding. Seine Urne wurde unter dem von ihm geschaffenen schwarzen Kreuz am Barbara-Friedhof in Linz bestattet.

## Werke
- Bronzeportal Dom zu St. Pölten

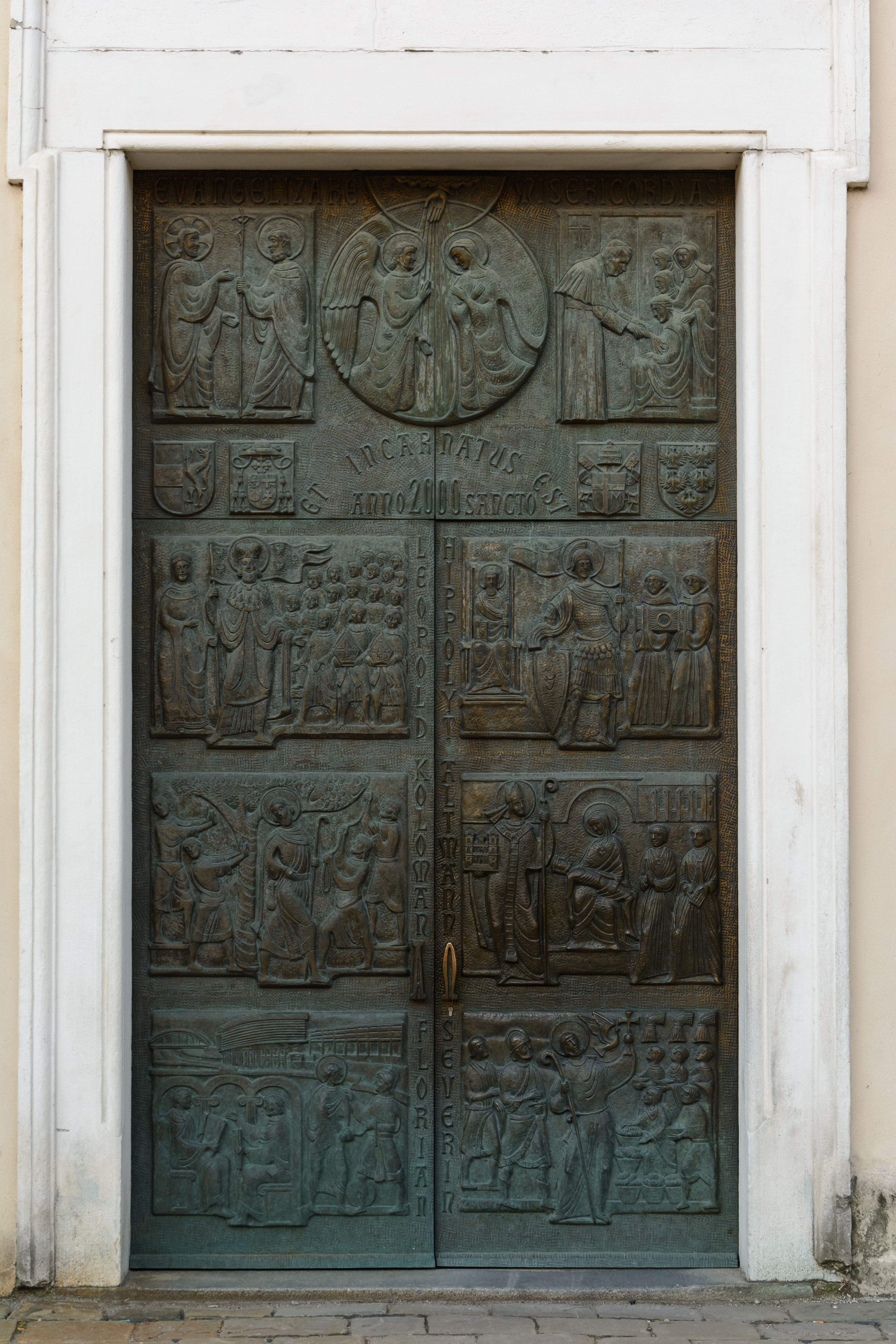
Portal Dom zu St. Pölten

- Volksaltar und Ambo, Pfarrkirche Waldhausen im Strudengau
- Volksaltar und Ambo, Pfarrkirche Heiliger Geist (Linz)
- Innenraumgestaltung, Neue Pfarrkirche Marchtrenk
- Altarraum, Pfarrkirche Kleinmünchen
- Vortragekreuz, Kapelle Private Pädagogische Hochschule der Diözese Linz
- Volksaltar und Ambo, Pfarrkirche Arbing
- Bronzetore, Pfarrkirche St. Oswald bei Freistadt
- Bilder der Kreuzwegkapellen, Kalvarienberg Schwertberg
- Franzosenkapelle Guglwald (gemeinsam mit Max Stockenhuber)
- Schutzmantelmadonna auf Granitkonsole, Pfarrkirche Tragwein
- Terrakottakreuz, Pfarrkirche Neudörfl an der Leitha
- Krippe in der Karmelitenkirche (Linz)

## Auszeichnungen
- 2010 Kulturmedaille des Landes Oberösterreich